# Sunshine (1999)
Sunshine är en kanadensisk-tysk-ungersk-österrikisk historisk dramafilm från 1999 i regi och produktion av István Szabó. Manuset är skrivet av Israel Horovitz och István Szabó.

## Handling
Ett århundrade av politisk och social oro i Österrike-Ungern beskrivs. Ralph Fiennes gestaltar tre olika medlemmar i samma familj i tre olika generationer: En judisk advokat, en olympisk idrottsman och en politisk aktivist.

## Rollista
| Ralph Fiennes      | – Ignatz Sonnenschein / Adam Sors / Ivan Sors |
| Rosemary Harris    | – Valerie Sors                                |
| Rachel Weisz       | – Greta                                       |
| Jennifer Ehle      | – Valerie Sonnenschein                        |
| Deborah Kara Unger | – Maj. Carole Kovács                          |
| Molly Parker       | – Hannah Wippler                              |
| John Neville       | – Gustave Sors                                |
| Mark Strong        | – István Sors                                 |
| James Frain        | – Gustave Sonnenschein                        |
| Miriam Margolyes   | – Rose Sonnenschein                           |
| Bill Paterson      | – Justitieminister                            |
| Trevor Peacock     | – Comrade Gen. Kope                           |
| William Hurt       | – Andor Knorr                                 |